# Finspångs styckebruk

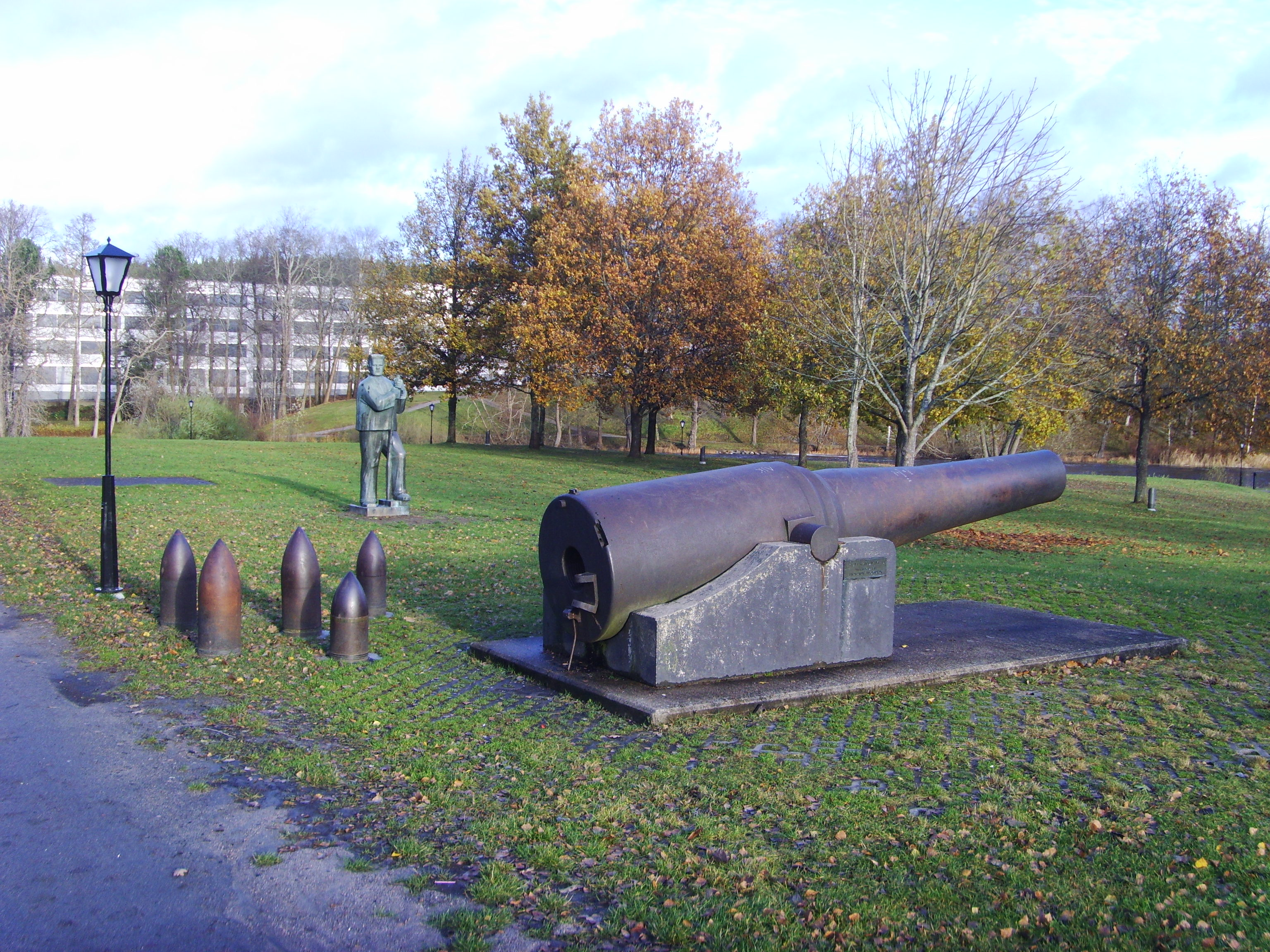
Kanone von Finspångs styckebruk

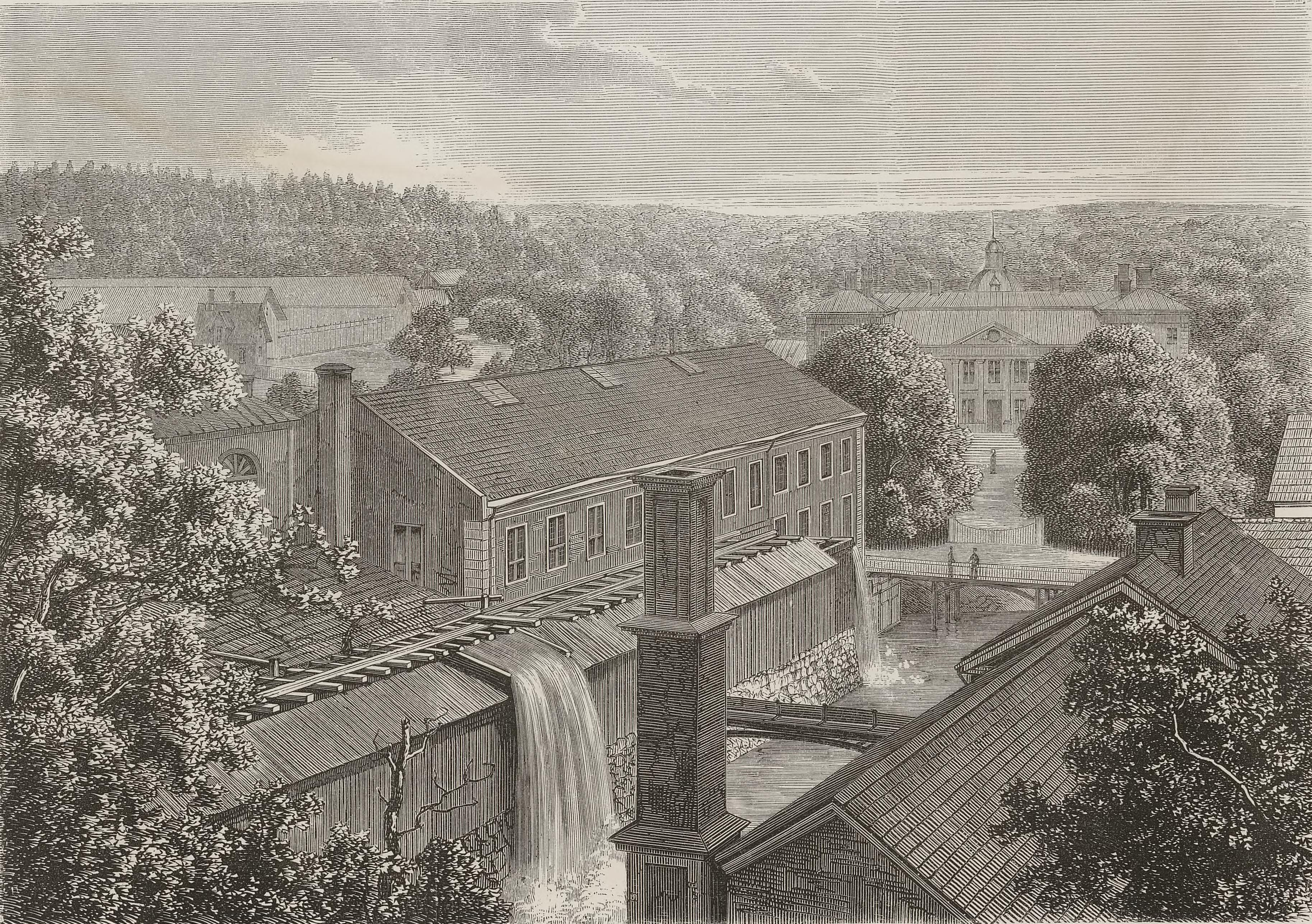
Finspångs bruk

Finspångs styckebruk war ein schwedischer Rüstungshersteller in Finspång.
Die Firma wurde Mitte des 16. Jh. als Eisengießerei in der historischen Provinz Östergötland gegründet und begann ab 1580 mit einer begrenzten Herstellung von Kanonen. Von der Mitte des 17. bis Mitte des 19. Jahrhunderts war Finspångs styckebruk der größte schwedische Exporteur von Kanonen. Da die Firma sich aber auf den Guss und die Verarbeitung von Roheisen beschränkte, waren ihre Geschütze gegenüber den Stahlguss-Kanonen von Bofors und den geschmiedeten Geschützen von Krupp auf Dauer nicht konkurrenzfähig. Im Jahre 1900 wurde das Unternehmen durch ein englisches Konsortium (Beardmore/Olsson) aufgekauft und 1902 in drei Teile aufgeteilt. Der Unternehmensbereich Artillerie wurde als 'Nordiska Artilleriverkstäderna' weitergeführt. 1903 verkaufte das Beardmore/Olsson-Konsortium einen Großteil seiner Anteile an Bofors. Diese übernahmen nach einiger Zeit die Kontrolle über das gesamte Unternehmen und schlossen die Fabrik 1910–1911.

## Produkte
Finspångs styckebruk entwickelte in den 1920er-Jahren eine halbautomatische 57-mm-Kanone zur Abwehr von Torpedobooten, die als Ausgangsmuster für die Entwicklung des 40-mm-Bofors-Geschützes diente.